# Thin
Der Thin ist ein gut 22 km langer Bach in der französischen Region Grand Est, der im Département Ardennes  verläuft. Er ist ein rechter Zufluss der Sormonne.

## Geographie

### Verlauf
Der Thin entspringt unter dem Namen Rau de la Plate Pierre auf einer Höhe von etwa 218 m im Gemeindegebiet von Dommery.
Nach etwa drei Kilometern versickert er beim Gouffre de Musse Cane im Untergrund und erreicht erst nach weiteren vier Kilometern im Ortsgebiet von Thin-le-Moutier als Quelltopf wieder die Oberfläche. Er entwässert generell in nordöstlicher Richtung, erreicht den Regionalen Naturpark Ardennen und mündet schließlich am Ortsrand von Haudrecy auf einer Höhe von ungefähr 151 m von rechts in die Sormonne.
Sein Lauf endet circa 67 Höhenmeter unterhalb seines Ursprungs, er hat somit ein mittleres Sohlgefälle von etwa 3 ‰.

### Zuflüsse
Von der Quelle zur Mündung. Daten nach SANDRE
- Ruisseau des Cretes (links), 1,6 km
- Ruisseau du Fond de Gironval (links), 1,4 km
- Ruisseau la Maronne (links), 2,0 km
- Ruisseau des Noyers (links), 1,0 km
- Ruisseau de Saucy (links), 2,0 km

### Orte am Fluss
Von der Quelle zur Mündung.
- Thin-le-Moutier
- Clavy-Warby
- Saint-Marcel
- Haudrecy